# Miconia longibracteata
Miconia longibracteata är en tvåhjärtbladig växtart som beskrevs av Frank Almeda. Miconia longibracteata ingår i släktet Miconia och familjen Melastomataceae.
Artens utbredningsområde är Costa Rica. Inga underarter finns listade i Catalogue of Life.